# Chiesa di San Sebastiano (Correggio)
La chiesa di San Sebastiano si trova in piazza Garibaldi nel centro storico di Correggio, nella diocesi di Reggio Emilia-Guastalla. 

## Storia
La chiesa, dedicata a san Sebastiano, è stata edificata tra il 1591 ed il 1593 dall'antica confraternita di San Sebastiano sotto il patrocinio del conte Camillo da Correggio. La torre campanaria ed il portico frontale furono aggiunti tra il 1641 ed il 1667. Dopo la soppressione della confraternita nel 1797, la chiesa venne sconsacrata e venduta all'asta nel 1812. Fu riconsacrata e riaperta al culto pubblico nel 1830.
La facciata, sobria e strutturata a due piani, si presenta in stile quasi neoclassico, con tre goffe finestre al secondo piano di cui quella centrale con frontone diverso da quelle laterali. Nel timpano è presente un bassorilievo con lo stemma della confraternita di San Sebastiano. La chiesa a navata unica ha sei cappelle laterali ed un presbiterio di forma quadrata. L'edificio, chiuso per lungo tempo nel corso del XX secolo ha subito degli importanti restauri negli anni '90 che ne hanno consentito la riapertura al pubblico.
La confraternita di San Sebastiano è tutt'oggi attiva e operante.